# Maladjusted (Morrissey)
Maladjusted è il sesto album in studio del cantante britannico Morrissey.
Pubblicato l'11 agosto del 1997 dalla Island Records, nonostante recensioni generalmente positive l'album non fu un gran successo commerciale, raggiungendo l'ottavo posto nella Official Albums Chart.

## Realizzazione
Maladjusted fu il tentativo di Morrissey, dopo la deviazione prog-rock di Southpaw Grammar, di integrare il modello di torch songs, sperimentate con Vauxhall and I, con la matrice più indie rock della sua carriera precedente, sforzi in gran parte riusciti grazie a brani come Alma Matters, Trouble Loves Me, Ammunition o Roy's Keen.
"Il processo utilizzato in questo disco è stato molto, molto spartano. Sono sempre state più importanti, per me, le melodie vocali, ancor più che il contenuto delle liriche. Questa è davvero la chiave di sopravvivenza per le canzoni." (Morrissey intervistato dal Melody Maker, 1997)
Alma Matters fu il primo dei tre singoli estratti dall'album, pubblicato il 21 luglio del 1997 e ben accolto da pubblico e critica raggiunse la posizione numero 16 della Official Singles Chart. Gli altri due singoli furono Roy's Keen e Satan Rejected My Soul.
La copertina ritrae Morrissey fotografato da Rankin. Sulla parte interna è stampata la scritta John Bindon 1943-1993, un tributo alla figura dell'attore britannico.

## Ristampa
Nel 2009, la Island Records, ha pubblicato (su etichetta Polydor) una versione rimasterizzata dell'album, con una nuova copertina e includendo alcune rare b-sides, più la prima versione britannica di Sorrow Will Come in the End.
La foto della nuova copertina è stata scattata da Pat Pope e ritrae Morrissey di fronte all'Alone in London Hostel a Kings Cross. Nelle note, Morrissey scrive: "Come se la vita non mi avesse testato a sufficienza, ho trovato l'etichetta discografica titubante o assente sulla versione originale di Maladjusted. Ne seguì il momento peggiore della mia vita, e sarebbe stata una gentilezza uccidermi. E alcuni cercarono di farlo."

## Polemiche
Una serie polemiche seguirono l'uscita dell'album su quella che avrebbe dovuto essere la penultima traccia, intitolata Sorrow Will Come in the End e riferita alla controversia che, a metà degli anni Novanta, Mike Joyce intraprese con gli ex sodali per non aver ricevuto le giuste royalties per il suo contributo alla band. Il giudice, che emise un verdetto a suo favore, costrinse Morrissey e Johnny Marr, autori di tutte le canzoni della band, a sborsare la bellezza di un milione di pound.
La vendetta di Morrissey prese la forma di una lirica che, in sostanza, unisce una sorta di costernazione (Legalized theft / Leaves me bereft / I get it straight in the neck) a un minaccioso messaggio verso Joyce e i suoi rappresentanti legali (Lawyer... liar / You pleaded and squealed / And you think you've won / But Sorrow will come / To you in the end). La Island Records decise quindi di escludere il brano dalle versioni inglesi dell'album per paura di denunce per diffamazione. Joyce, da parte sua, dichiarò "L'ho trovata appena divertente. Se l'avesse scritta Lemmy, potrei esserne interessato."

## Tracce
1. Maladjusted – 4:42
2. Alma Matters – 4:48
3. Ambitious Outsiders – 3:56
4. Trouble Loves Me – 4:40
5. Papa Jack – 4:33
6. Ammunition – 3:38
7. Wide to Receive – 3:53
8. Roy's Keen – 3:36
9. He Cried – 3:21
10. Sorrow Will Come in the End* - 2:51
11. Satan Rejected My Soul – 2:56

(*) Non inclusa nell'edizione britannica del cd.

### Ristampa
1. Maladjusted – 4:42
2. Ambitious Outsiders – 3:55
3. Trouble Loves Me – 4:39
4. Lost (b-side di Roy's Keen) – 3:54
5. He Cried – 3:20
6. Alma Matters – 4:46
7. Heir Apparent (b-side di Alma Matters) – 3:56
8. Ammunition – 3:38
9. The Edges Are No Longer Parallel (b-side di Roy's Keen) – 5:04
10. This Is Not Your Country (b-side di Satan Rejected My Soul) – 7:24
11. Wide to Receive – 3:53
12. I Can Have Both (b-side di Alma Matters) – 4:05
13. Now I Am a Was (b-side di Satan Rejected My Soul) – 2:35
14. Satan Rejected My Soul – 2:55
15. Sorrow Will Come in the End – 2:54

## Formazione
- Morrissey – voce
- Alain Whyte – chitarra, voce
- Boz Boorer – clarinetto, chitarra
- Jonny Bridgewood – basso
- Spencer Cobrin– batteria